# USS Theodore Roosevelt (CVN-71)
Về những tàu chiến Hoa Kỳ khác mang cùng tên, xin xem USS Theodore Roosevelt.
USS Theodore Roosevelt (CVN-71) tàu sân bay thuộc lớp Nimitz
Là con tàu chạy bằng năng lượng hạt nhân thứ tư của Hải quân Hoa Kỳ . Con tàu này được đặt tên theo vị Tổng Thống thứ 26 của Hoa Kỳ Theodore Roosevelt, người đề cao sức mạnh của Hải Quân.
Ba tàu khác của Hải quân Hoa Kỳ có tên "Roosevelt" để vinh danh các thành viên của gia tộc Roosevelt . Biệt hiệu cho cuộc gọi vô tuyến của con tàu này là "Rough Rider", biệt danh của đơn vị kỵ binh tình nguyện của Tổng thống Roosevelt trong chiến tranh Mỹ - Tây Ban Nha . Tàu sân bay này được hạ thủy vào năm 1984 và thực hiện hành động tham chiến đầu tiên của mình trong Chiến dịch Bão táp sa mạc năm 1991.

## Tiểu sử
Vào năm 1976 Tổng thống Gerald Ford  đã hủy đơn đặt hàng CVN-71 và thay thế bằng hai con tàu sân bay cỡ trung loại CVV,  sử dụng động cơ thông thường và vận hành các máy bay loại  V / STOL.
Thiết kế T-CBL đã hình thành nền tảng cho việc đóng các tàu sân bay mới, mục đích để thay thế cho các Hàng không mẫu hạm hạng trung (lớp Midway) đã lỗi thời. Thiết kế mới cho phép vận hành các  máy bay chiến đấu V / STOL siêu thanh  trên các tàu sân bay, một việc không thể thực hiện được với các con tàu sân bay lớp Midway. Trong mọi trường hợp, việc xây dựng tàu sân bay cỡ trung CVV của Tổng thống Gerald Ford chưa bao giờ được thực hiện.
Việc cấp phép cho đóng CVN-71 tiếp tục bị trì hoãn bởi Tổng thống Jimmy Carter, ông đã phủ quyết dự luật Tài chính năm 1979 của Bộ Quốc phòng vì đã đưa siêu tàu sân bay hạt nhân lớp Nimitz này vào chương trình đóng tàu Hải quân. Cuộc khủng hoảng con tin Iran đòi hỏi việc Hoa Kỳ phải tăng cường khả năng tác chiến của các nhóm tàu sân bay của mình ở khu vực Ấn Độ Dương, tổng thống Carter sau đó đã thay đổi lập trường của ông đối với việc sản xuất các siêu tàu sân bay hạt nhân lớp Nimitz, CVN-71 đã được thông qua theo dự luật Tài chính 1980 cho Bộ Quốc phòng Hoa Kỳ.

## Thiết kế và đóng tàu
Theodore Roosevelt là tàu sân bay đầu tiên được lắp ráp bằng cách sử dụng cấu trúc mô-đun, trong đó các mô-đun lớn được chế tạo độc lập trong các khu vực được bố trí sẵn, trước khi được cẩu vào các vị trí và hàn lại với nhau. Việc xây dựng mô-đun, được thực hiện thông qua việc sử dụng một cần cẩu giàn khổng lồ có khả năng nâng 900 tấn,điều này đã góp phần cắt giảm 16 tháng thời gian xây dựng của Theodore Roosevelt, và kỹ thuật này đã được sử dụng trên mọi tàu sân bay kể từ đó. Theodore Roosevelt và các tàu lớp Nimitz được hoàn thành sau đó có một chút khác biệt về cấu trúc so với các tàu sân bay trước đây như (USS Nimitz, USS Dwight D. Eisenhower và USS Carl Vinson) và được cải thiện khả năng bảo vệ và lưu trữ vũ khí trong các tạp chí của nó.
Lịch sử của Theodore Roosevelt bắt đầu vào ngày 30 tháng 9 năm 1980, khi hợp đồng "Hull 624D" được trao cho Newport News Shipbuilding. Mối hàn đầu tiên được Bộ trưởng Quốc phòng Caspar Weinberger thực hiện vào ngày 31 tháng 10 năm 1981. Vào ngày 3 tháng 11 năm 1981, Bộ trưởng Hải quân John F. Lehman thông báo rằng tàu sân bay sẽ được đặt tên là Theodore Roosevelt.

## Quá trình phục vụ

### Lần triển khai đầu tiên

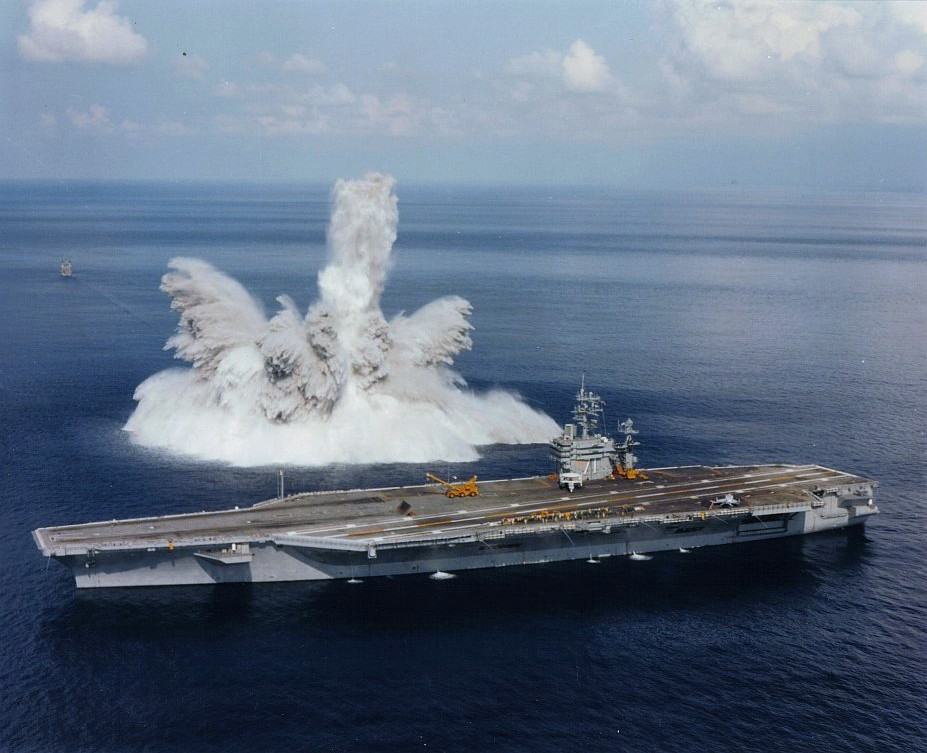
Thử nghiệm va chạm của Theodore Roosevelt trên biển vào năm 1987

Sau khi trải qua các cuộc thử nghiệm, Theodore Roosevelt  lần đầu tiên được triển khai vào ngày 30 tháng 12 năm 1988 với tàu sân bay Air Wing Eight (CVW-8). Nhiệm vụ của tàu sân bay này là tiến hành tuần tra trên vùng biển Địa Trung Hải, hoàn thành nhiệm vụ và quay trở lại vào ngày 30 tháng 6 năm 1989.
Ngày 20 tháng 3 năm 1990 con tàu được đưa vào biên chế của hạm đội Đại Tây Dương của Hoa Kỳ.

### Những năm 1990
Ngày 28 tháng 12 năm 1990 tàu Theodore Roosevelt và tàu CVW-8 được triển khai tham gia chiến dịch bão táp Sa mạc đến cuộc chiến tại vịnh Ba Tư ngày 16 tháng 1 năm 1991. Trong chiến dịch này tàu Theodore Roosevelt đã thực hiện 4200 lần triển khai các máy bay nhiều hơn bất kỳ tàu sân bay nài khác tham gia chiến dịch và đã tiến hành thả hơn 2.177.243,4 kg vật liệu trước khi ngừng bắn vào ngày 28 tháng 2.

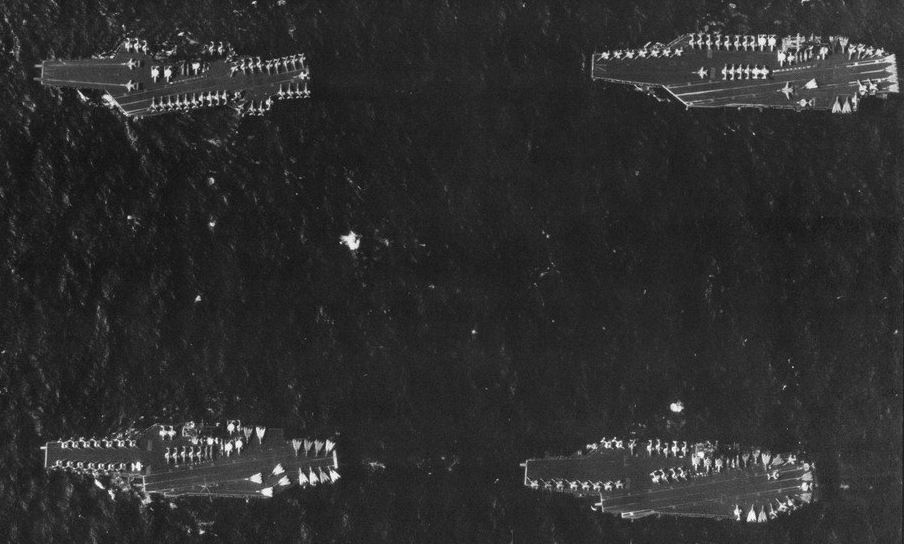
Bốn tàu sân bay của Hải quân Hoa Kỳ tạo thành "Lực lượng Chiến đấu Zulu" sau Chiến tranh Vùng Vịnh năm 1991; Theodore Roosevelt (trên cùng bên phải) cùng với Midway (trên cùng bên trái), Ranger (dưới cùng bên trái) và America (dưới cùng bên phải)

Khi các lực lượng của Iraq đánh bại người Kurd. Tàu Theodore Roosevelt và tàu CVW-8 là một trong những liên minh đầu tiên trong chiến dịch Provide Comfort, thực hiện các chuyến bay trên bầu trời miền bắc Iraq. Sau hơn 189 ngày triển khai với 176 ngày lênh đênh trên biển. Ngày 28 tháng 6 năm 1991 Theodore Roosevelt quay trở lại Norfolk. Ngày 14 tháng 2 năm 1992. Năm 1991 Theodore Roosevelt nhận được Cúp Battenberg với tư cách là con tàu hàng đầu của Hạm đội Đại Tây Dương.
Từ tháng 11 năm 1993 đến tháng 4 năm 1994. Theodore Roosevelt tiến hành chiến dịch "Sẵn sàng hạn chế có chọn lọc" tại nhà máy đóng tàu Norfolk và đã hoàn thành chiến dịch trước thời hạn. Vào ngày 10 tháng 3 năm 1994 nhận được Cúp Battenberg thứ 2 vẫn với tư cách là con tàu tốt nhất của Hạm đội Đại Tây Dương.
Vào ngày 14 tháng 10 năm 1996, tàu Theodore Roosevelt xảy ra va chạm với tàu USS Leyte Gulf , một tàu tuần dương thuộc lớp Ticonderoga, khi cả hai đang tiến hành các hoạt động ngoài khơi bờ biển Bắc Carolina. Sự cố xảy ra khi chiếc tàu sân bay đảo chiều động cơ của mình và không cảnh báo với tàu USS Leyte Gulf lúc này đang ở ngay phía sau. Hậu quả dẫn đến việc va chạm vào mũi tàu tuần dương. Không có thiệt hại nào về người, nhưng tàu Theodore Roosevelt đã bị thiệt hại hơn 7 triệu Đô la ở phần đuôi tàu và thiệt hại ở mũi tàu tuần dương là 2 triệu Đô la.

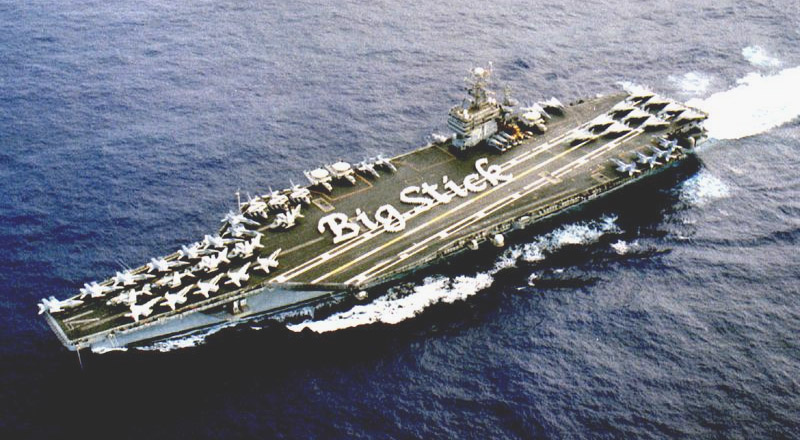
Theodore Roosevelt được triển khai vào năm 1999

Từ ngày 1 tháng 2 đến ngày 4 tháng 3 năm 1999 Theodore Roosevelt tham gia cuộc tập trận JTFEX / TMDI99 cùng với Hải quân Brazil và một số đơn vị hải quân thuộc NATO. Trong cuộc tập trận, Theodore Roosevelt bị đánh chìm giả cùng với 8 tàu khác của Hoa Kỳ, nhiều tàu trong số đó là tàu hộ tống của tàu sân bay.

### Những năm 2000
Vào ngày 10 tháng 1 năm 2000, Theodore Roosevelt đi vào trạng thái sẵn sàng cải tiến theo kế hoạch tại Xưởng đóng tàu Hải quân Norfolk, Portsmouth, Virginia trong thời gian bảo trì sáu tháng.

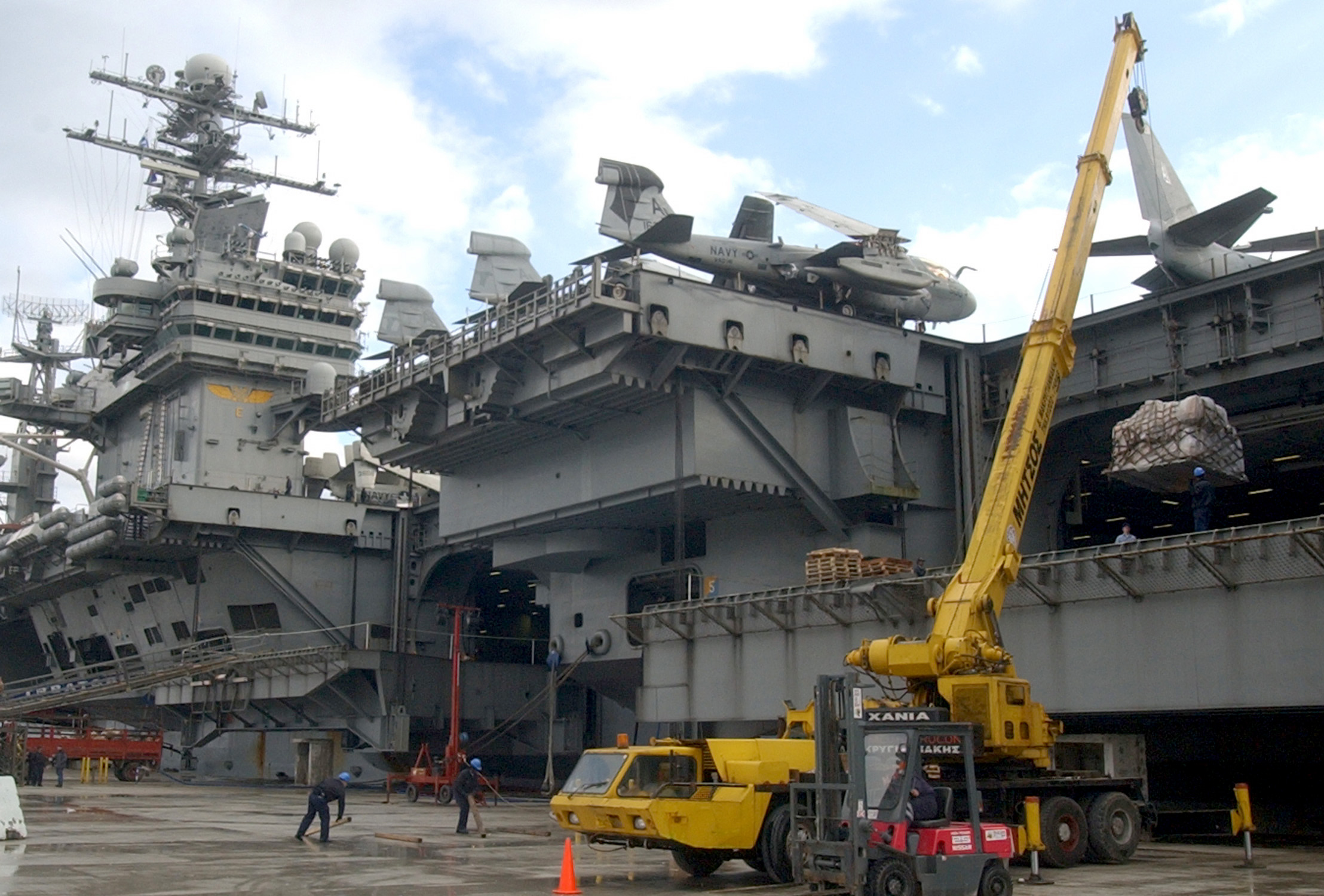
Theodore Roosevelt nhận hàng tại Cơ sở của NATO Marathi ở Crete.

Vào ngày 19 tháng 2 năm 2004, Theodore Roosevelt đã tham gia chương trình Docked Planned Incremental Availability (DPIA) được cập bến trong 10 tháng tại NNSY ở Portsmouth. Các hệ thống chính của con tàu được đại tu bao gồm hệ thống hơi nước và nước thải, hệ thống thông báo, bộ liên lạc, điều hướng và phòng giám sát, đại tu thang máy vận chuyển  vũ khí, thay thế các cánh quạt, làm sạch và sơn thân tàu, và thay thế van biển. Theodore Roosevelt rời ụ tàu vào tháng 8 và hoàn thành việc bảo trì vào ngày 17 tháng 12 năm 2004.

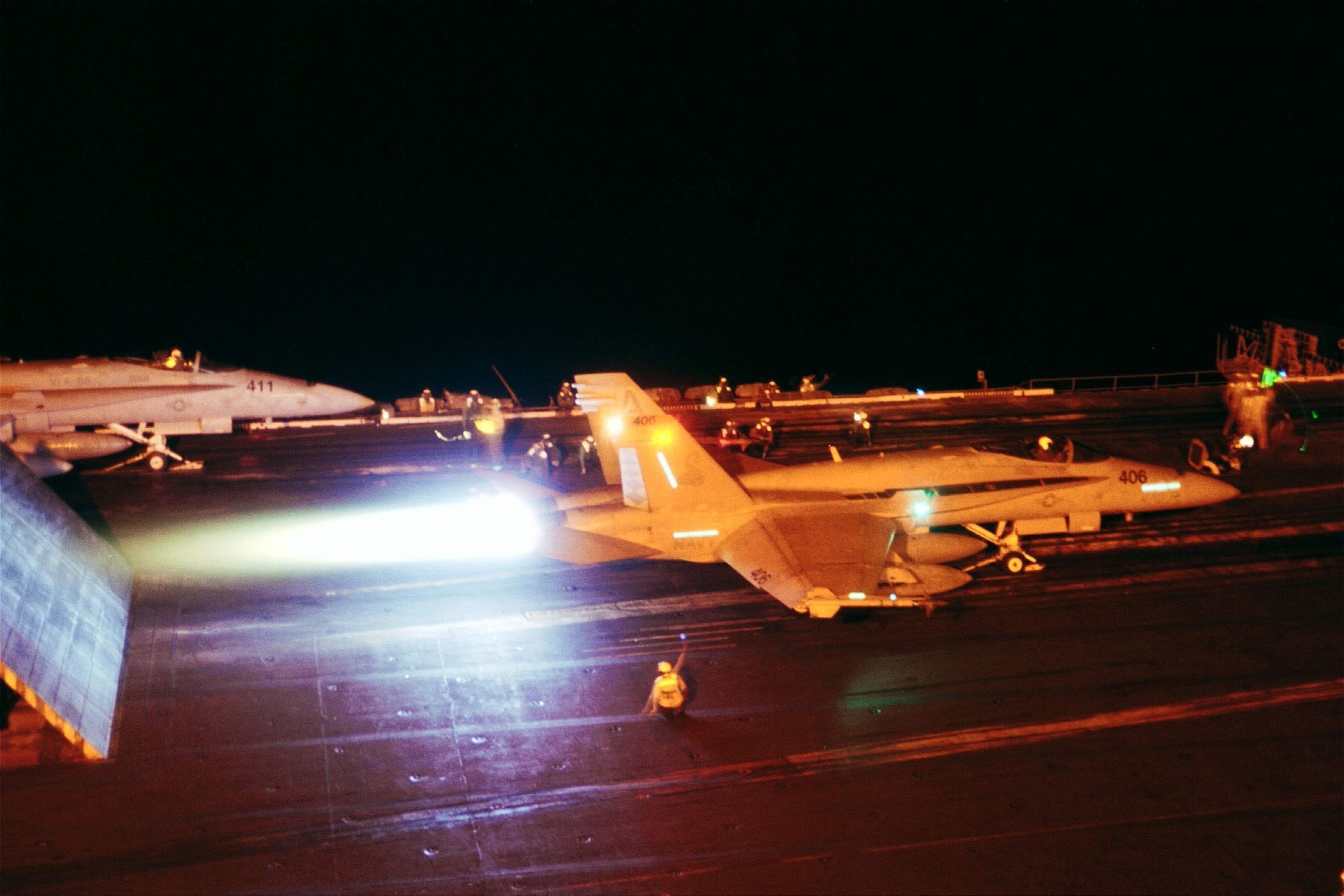
Một chiếc F / A-18 Hornet khi chuẩn bị được phóng từ sàn đáp.

Vào ngày 7 tháng 3 năm 2007, Theodore Roosevelt bắt đầu chương trình Planned Incremental Alvailability (PIA) kéo dài 9 tháng ở Norfolk, với việc bổ sung tên lửa RAM-116 và một số nâng cấp khác. Con tàu quay trỏ lại Trạm Hải quân Norfolk vào ngày 28 tháng 11 năm 2007.

### Những năm 2010

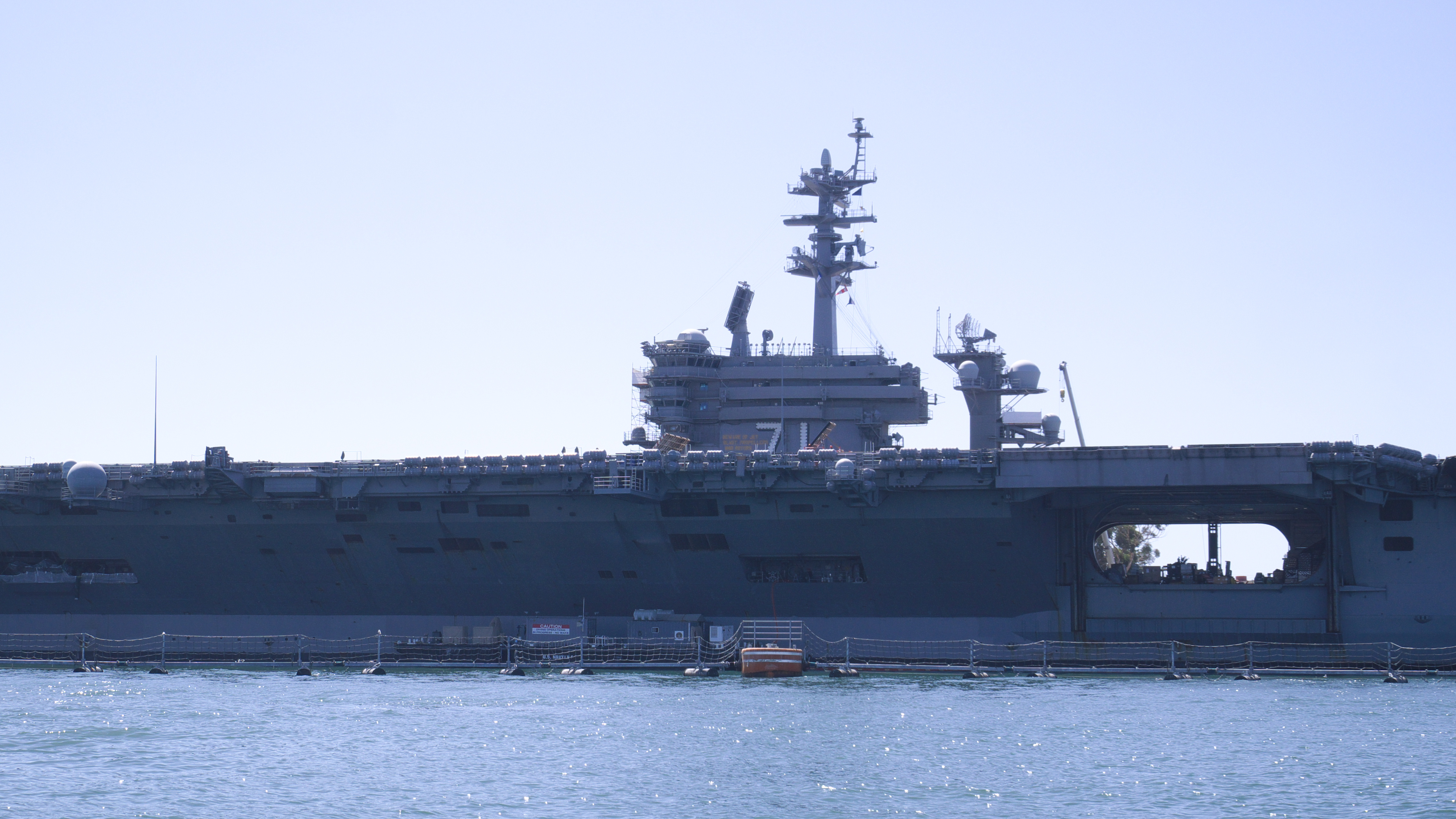
USS Theodore Roosevelt vào tháng 10 năm 2019

Vào ngày 29 tháng 8 năm 2013, Theodore Roosevelt quay trở lại Trạm Hải quân Norfolk, Virginia, hoàn thành các cuộc thử nghiệm trên biển sau chuyến đại tu, kết thúc 4 năm giữa vòng đời của nó. Vào ngày 14 tháng 9 năm 2013, Theodore Roosevelt đã hoàn thành xuất sắc chứng chỉ sàn đáp, bao gồm việc hoàn thành tổng cộng 160 lần hạ cánh tàu sân bay trong các hoạt động ban ngày và ban đêm.
Quá trình bay thử nghiệm cho  X-47B tiếp tục trên tàu Theodore Roosevelt vào ngày 10 tháng 11 năm 2013. Trong giai đoạn này, môi trường điều khiển tàu sân bay được số hóa của X-47B đã được thử nghiệm liên quan đến giao diện giữa máy bay không người lái và nhân viên trên tàu sân bay trong quá trình phóng, hoạt động bay và phục hồi . Môi trường kỹ thuật số giúp tăng tính linh hoạt và nâng cao độ an toàn cho các hoạt động của tàu sân bay.
Vào đầu tháng 11 năm 2015, Theodore Roosevelt cùng với tàu khu trục mang tên lửa dẫn đường USS Lassen đã lên đường đến Biển Đông để khẳng định quyền tự do hàng hải trong khu vực mà Trung Quốc tuyên bố chủ quyền.
Vào tháng 5 năm 2019, Theodore Roosevelt đã tham gia cuộc tập trận Northern Edge 2019, đánh dấu lần đầu tiên sau một thập kỷ một tàu sân bay tham gia cuộc tập trận.

### Sự kiện gần đây
Vào ngày 5 tháng 3 năm 2020, Theodore Roosevelt, cùng với tàu tuần dương USS Bunker Hill, đã đến Đà Nẵng, Việt Nam, trong chuyến thăm cảng năm ngày kỷ niệm 25 năm quan hệ Hoa Kỳ–Việt Nam.

#### Nhiễm Covid-19
Vào ngày 24 tháng 3 năm 2020, trong đại dịch coronavirus năm 2020, ba thủy thủ trên tàu được triển khai đã xét nghiệm dương tính với COVID-19, một bệnh coronavirus được xác định là nguyên nhân gây ra dịch bệnh hô hấp. Chỉ trong vài ngày, con số đó đã tăng lên hàng chục. Theodore Roosevelt được báo cáo là tàu đầu tiên trong Hải quân Hoa Kỳ có ổ dịch COVID-19 khi đang ở trên biển; Theodore Roosevelt đã cập cảng tại đảo Guam vào ngày 27 tháng 3 năm 2020. Đến ngày 31 tháng 3, số thủy thủ bị nhiễm bệnh là hơn 100, và thuyền trưởng, Brett Crozier, đã cầu xin sự giúp đỡ của Hải quân, gửi e-mail đến mười người hâm mộ và thuyền trưởng của Hạm đội Thái Bình Dương, bao gồm cả cấp trên của anh ta, chỉ huy của Carrier Strike Group -9, và chỉ huy Hạm đội Thái Bình Dương, yêu cầu tàu của anh ta được sơ tán. Hải quân Hoa Kỳ đã ra lệnh cho tàu sân bay di tản với 400 nhân sự chủ chốt vẫn ở trên tàu để duy trì lò phản ứng hạt nhân, thiết bị chữa cháy và tàu điện của tàu.
Vào ngày 2 tháng 4, Bộ trưởng Hải quân Thomas Modly đã cách chức Crozier vì đã gửi yêu cầu hỗ trợ qua email không an toàn tới truyền thông. Một số thành viên của Ủy ban Dịch vụ Vũ trang Hạ viện đã chỉ trích quyết định này, nói rằng "việc sa thải Thuyền trưởng Crozier vào thời điểm quan trọng này, khi các thủy thủ trên tàu USS Theodore Roosevelt phải đối mặt với đại dịch COVID-19, là một hành động chính trị liều lĩnh. " Thuyền trưởng Carlos A. Sardiello đảm nhận chức vụ chỉ huy tạm thời của Theodore Roosevelt; nhiệm vụ thứ hai của ông phục vụ như là thuyền trưởng của tàu. Sau khi yêu cầu của Quốc hội rằng ông này phải bị cách chức, Modly đã từ chức vào ngày 7 tháng 4. Tính đến Chủ nhật Phục sinh, 585 thành viên phi hành đoàn đã xét nghiệm có kết quả dương tính. Một ngày sau, người đầu tiên trong số họ chết.